# Instytut Kultury Uniwersytetu Jagiellońskiego
Instytut Kultury UJ funkcjonuje w strukturze Wydziału Zarządzania i Komunikacji Społecznej Uniwersytetu Jagiellońskiego.

## Misja
Misją Instytutu jest kształcenie profesjonalnych menedżerów kultury, sztuki oraz mediów, a także badanie zjawisk związanych z zarządzaniem kulturą, ekonomiką mediów i szeroko rozumianym interdyscyplinarnym opisem aktualnej kultury. 

## Historia
Instytut Kultury z siedzibą przy ul. prof. Stanisława Łojasiewicza 4 w Krakowie powstał w wyniku organizacyjnej ewolucji powołanej w roku 1994 z inicjatywy profesora Emila Orzechowskiego przez Uniwersytet Jagielloński "Szkoły Zarządzania Kulturą" mieszczącej się przy krakowskim Rynku Głównym nr 8. W szkole tej przekształconej w roku akademickim 1996–1997 w Wydział Zarządzania i Komunikacji Społecznej Uniwersytetu Jagiellońskiego, powołano funkcjonującą początkowo w strukturze Instytutu Spraw Publicznych UJ - Katedrę Zarządzania Kulturą, na której można było odbywać 3 letnie dzienne oraz zaoczne i dwuletnie uzupełniające studia magisterskie z zakresu zarządzania kulturą.
W roku 2008 na Wydziale Zarządzania UJ utworzono samodzielną jednostkę Wydziału: kierowany przez profesora Emila Orzechowskiego - Zespół Katedr Nauki o Kulturze, w skład, której weszły: Katedra Kultury Współczesnej, Katedra Teorii Edukacji i Kultury oraz Katedra Zarządzania Kulturą.
Zespół ten w roku akademickim 2009–2010 został przekształcony w Instytut Kutury Uniwersytetu Jagiellońskiego.

## Tok studiów
W Instytucie Kultury prowadzone są zarówno stacjonarne jak niestacjonarne studia I-go i II-go stopnia w zakresie: zarządzanie kulturą, zarządzanie mediami oraz kultura współczesna.

## Prace badawcze
Rada Wydziału Zarządzania i Komunikacji Społecznej Uniwersytetu Jagiellońskiego posiada uprawnienia do nadawania stopni doktora i doktora habilitowanego w zakresie nauk o sztuce w naukach humanistycznych i zarządzania w naukach humanistycznych.

## Działalność wydawnicza
Poza pracą dydaktyczną i badawczą Instytut prowadzi działalność edytorską wydając m.in.: Serię Wydawniczą prac polskich i tłumaczonych z zakresu zarządzania kulturą oraz polskie i międzynarodowe Zeszyty Naukowe poświęcone tej problematyce.
- Zarządzanie w kulturze, red. Emil Orzechowski i inni, Zeszyty I - XI, Kraków 2000 - 2010;
- Culture Management = Kulturmanagement = Zarządzanie Kulturą, red. Emil Orzechowski, Rocznik I-III, Belgrade, Goerlitz, Kraków, Istambul, Tbilisi, Riga 2008 - 2010.